# Hauhechel-Sonneneule
Die Hauhechel-Sonneneule (Heliothis ononis), auch Hauhechel-Blüteneule oder einfach Hauhecheleule genannt, ist ein Schmetterling (Nachtfalter) aus der Familie der Eulenfalter (Noctuidae).

## Merkmale

### Falter
Die Flügelspannweite der Falter beträgt in der Regel 21 bis 29 Millimeter. Die Grundfarbe der Vorderflügel variiert von Grünlichgrau bis zu Gelbgrau. Der Mittelschatten ist schmal, verdunkelt und erreicht die Wellenlinie nicht. Die Nierenmakel ist tiefschwarz, hingegen ist die Ringmakel verschwommen oder fehlend. Auf den meist gelblichen Hinterflügeln befindet sich ein großer schwarzer Mittelfleck. Dieser reicht normalerweise bis zum ebenfalls sehr dunklen Saumband in dem sich ein gelber Fleck unmittelbar vor dem Saum befindet. Der Hinterleib ist kurz behaart und schimmert tief schwarz.

### Raupe
Erwachsene Raupen variieren farblich von grün bis zu rötlichbraun und sind mit kurzen Borsten versehen. Rücken- und Nebenrückenlinien sind gelblich oder schwärzlich, die Seitenstreifen weißlich gefärbt. Die Stigmen sind schwarz, auf rötlichem Untergrund und weiß umringt.

### Puppe
Die hellbraune Puppe hat eine schlanke Form. Am stielförmigen Kremaster befinden sich zwei divergierende Dornen.

## Geographische Verbreitung und Lebensraum
Die Hauhechel-Sonneneule ist in Süd- und Mitteleuropa vorkommend, fehlt jedoch in Griechenland. Nördlich der Alpen treten gebietsweise sowohl bodenständige als auch zugewanderte Individuen auf. Sie ist auch durch Kleinasien sowie über den Kaukasus weiter durch Zentralasien bis Korea und Sachalin verbreitet. Außerdem ist sie im Norden der USA und in Kanada nachgewiesen. Die Wärme liebende Art bewohnt hauptsächlich Halbtrockenrasengebiete, Ödländereien und Heidegebiete sowie sonnige Hänge und Böschungen.

## Lebensweise
Die Falter sind tag- und nachtaktiv, besuchen im Sonnenschein gerne verschiedenste Blüten und kommen abends gelegentlich an künstliche Lichtquellen. Sie fliegen in zwei Generationen im Mai und Juni sowie im Juli und August. Die Raupen ernähren sich bevorzugt von den Blüten und Samen vieler unterschiedlicher Pflanzen. Dazu gehören Nickendes Leimkraut (Silene nutans), Wiesensalbei (Salvia pratensis), Gelber Zahntrost (Odontites luteus) sowie verschiedene Hauhechel- (Ononis) und Leinarten (Linum). Die Art überwintert als Puppe.

## Gefährdung
Die Hauhechel-Sonneneule kommt vereinzelt in den westlichen und südlichen deutschen Bundesländern vor und wird auf der Roten Liste gefährdeter Arten in Kategorie 1 (vom Aussterben bedroht) eingestuft.  Bei Angaben aus nördlichen Bundesländern dürfte es sich überwiegend um Zuwanderer handeln.